# Мареш, Павел
Па́вел Ма́реш (чеш. Pavel Mareš; 18 января 1976, Злин, ЧССР) — чешский футболист, защитник.
Российским болельщикам известен прежде всего по выступлениям за санкт-петербургский «Зенит». В клуб Мареш попал вместе со своими соотечественниками: по окончании сезона-2002 «Зенит» возглавил чешский специалист Властимил Петржела, который пригласил в свою новую команду несколько знакомых ему футболистов. Сезон-2003 стал самым успешным в истории «Зенита» на то время. Команда выиграла первые в своей истории серебряные медали чемпионата страны, а также Кубок Премьер-Лиги. Мареш провёл 26 матчей в чемпионате России, забив при этом два мяча.
В сезоне-2004 Мареш был одним из главных игроков обороны, при этом успевая и в атаке: он забил три мяча в чемпионате России, которые пришлись на первые 11 туров. Большинство забитых мячей в петербургской карьеры Мареша случались благодаря его хорошей игре головой в чужой штрафной площади при розыгрыше стандартных положений. По итогам сезона Мареш попал в список «33 лучших» игроков чемпионата. В том же году в составе сборной Чехии Павел принял участие в играх Евро-2004, став обладателем бронзовых медалей.
В сезоне-2005 Павел Мареш также являлся основным футболистом «Зенита», проведя в чемпионате страны 26 матчей и забив 4 мяча, и снова попав в список «33 лучших». Сезон-2006 стал для Павла последним в «Зените» — череда травм не позволяла ему играть и вернуться на свой уровень. Отставка Петржелы, приход на тренерский пост голландца Дик Адвокат, одновременно с которым начался отток из клуба футболистов-иностранцев, приглашенных ещё Петржелой, оставлял ему мало шансов заиграть. Павел провел в чемпионате России 12 матчей, забил один мяч. В последние дни летнего трансферного окна футболист практически перешёл в английский клуб «Болтон Уондерерс», однако в самый последний момент переговоры сорвались, и он остался в «Зените».
После ухода из «Зенита» карьера Мареша резко пошла на спад, на родине он почти не играл и вскоре завершил карьеру футболиста.

## Статистика выступлений за сборную
| Матчи Павла Мареша за сборную Чехии | Матчи Павла Мареша за сборную Чехии | Матчи Павла Мареша за сборную Чехии | Матчи Павла Мареша за сборную Чехии | Матчи Павла Мареша за сборную Чехии | Матчи Павла Мареша за сборную Чехии | Матчи Павла Мареша за сборную Чехии |
| ----------------------------------- | ----------------------------------- | ----------------------------------- | ----------------------------------- | ----------------------------------- | ----------------------------------- | ----------------------------------- |
| №                                   | Дата                                | Оппонент                            | Счёт                                | Голы                                | Соревнование                        |                                     |
| 1                                   | 12 февраля 2002                     | Венгрия                             | 2 : 0                               | -                                   | Товарищеский матч                   |                                     |
| 2                                   | 13 февраля 2002                     | Кипр                                | 4 : 3                               | -                                   | Товарищеский матч                   |                                     |
| 3                                   | 28 апреля 2004                      | Япония                              | 0 : 1                               | -                                   | Товарищеский матч                   |                                     |
| 4                                   | 2 июня 2004                         | Болгария                            | 3 : 1                               | -                                   | Товарищеский матч                   |                                     |
| 5                                   | 6 июня 2004                         | Эстония                             | 2 : 0                               | -                                   | Товарищеский матч                   |                                     |
| 6                                   | 23 июня 2004                        | Германия                            | 2 : 1                               | -                                   | ЧЕ 2004. Групповая стадия           |                                     |
| 7                                   | 18 августа 2004                     | Греция                              | 0 : 0                               | -                                   | Товарищеский матч                   |                                     |
| 8                                   | 12 октября 2005                     | Финляндия                           | 3 : 0                               | -                                   | Отборочный матч ЧМ 2006             |                                     |
| 9                                   | 30 мая 2006                         | Коста-Рика                          | 1 : 0                               | -                                   | Товарищеский матч                   |                                     |
| 10                                  | 3 июня 2006                         | Тринидад и Тобаго                   | 3 : 0                               | -                                   | Товарищеский матч                   |                                     |

## Достижения
- Серебряный призёр чемпионата России в 2003 году в составе петербургского «Зенита».
- Бронзовый призёр чемпионата Европы 2004 года и участник чемпионата мира 2006.